# Roma era vuota
Roma era vuota è un singolo della cantautrice italiana Erica Mou, pubblicato il 23 marzo 2018 ed estratto dall'album Bandiera sulla luna.

## Video musicale
Il videoclip della canzone è stato diretto da Paolo Briguglia.

## Tracce
- Download digitale

1. Roma era vuota – 2:52